# Sidusa tarsalis
Sidusa tarsalis là một loài nhện trong họ Salticidae.
Loài này thuộc chi Sidusa. Sidusa tarsalis được Richard C. Banks miêu tả năm 1909.